# قائمة أنهار ماليزيا

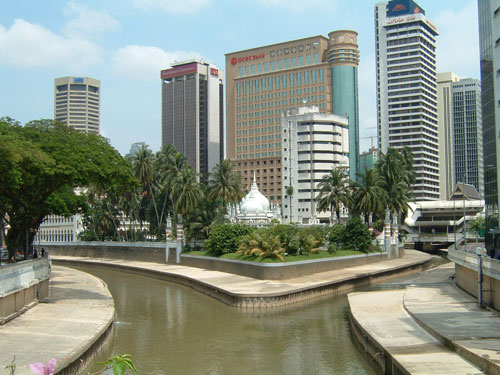
نهر جومباك (على اليسار) يندمج مع نهر كلاغ (على اليمين) في كوالالمبور.

تحتوي هذه القائمة على الأنهار الموجودة جزئيًا على الأقل في ماليزيا. مُصنفة حسب المضيق أو البحر. يمكن العثور على نفس النهر في أكثر من ولاية واحدة حيث تعبر العديد من الأنهار حدود الولاية.

## الأنهار الدولية
| الحدود الدولية    | النهر         | الطول (كم 2 ) |
| ----------------- | ------------- | ------------- |
| كِلَنتَن مع تايلاند  | نهر جولوك     | 1،011.125     |
| صباح مع إندونيسيا | نهر سيبوكو    | 799.452       |
| صباح مع إندونيسيا | نهر سيمباكونج | 5،467.765     |
| سراوق مع بروناي   | نهر بانداروان | 222.378       |

## الأنهار بحدود الولايات
| حدود الولاية                          | النهر      | الطول (كم 2 ) |
| ------------------------------------- | ---------- | ------------- |
| برليس - قدح                           | نهر برليس  | 724.398       |
| بينانق - قدح                          | نهر بيراي  | 447.824       |
| بينانق - قدح                          | نهر جاوة   | 231.031       |
| بينانق - قدح - فيرق                   | نهر كيريان | 1،420.233     |
| قدح - بينانق                          | نهر مودا   | 4،150.397     |
| فيرق - سلاغور                         | نهر برنم   | 2،836.333     |
| مقاطعة سلاغور الفيدرالية              | نهر كلاغ   | 1،297.382     |
| مقاطعة سلاغور الفيدرالية              | نهر بلوه   | 451.926       |
| منطقة سلاغور الفيدرالية - نكري سمبيلن | نهر لانغات | 2،347.882     |
| سلاغور - نكري سمبيلن                  | نهر سيبانج | 101.932       |
| نكري سمبيلن - ملقا                    | نهر لينجي  | 1،297.668     |
| نكري سمبيلن - ملقا                    | نهر ملقا   | 614.575       |
| ملقا جوهر - نكري سمبيلن               | نهر كيسانغ | 658.263       |
| جوهر - نكري سمبيلن                    | نهر موار   | 6137.800      |
| جوهر - فهغ                            | نهر إندو   | 4،739.059     |
| فهغ - نكري سمبيلن                     | نهر فهغ    | 28،682.247    |

## الأنهار التي تصب فيبحر سيليبس

### صباح
- نهر كالاباكان
- نهر كالومبانج
- نهر سيرودونج
- نهر سيلابوكان
- نهر تاواو
- نهر تنجكايو

## الأنهار التي تصب فيبحر الصين الجنوبي

### جوهر
- نهر جوهر (122.7 كم)
- نهر بولاي (22 كم)
- نهر إندو (280 كم)
- نهر سيمبرونج (110 كم)
- نهر جيمالوانغ (40 كم)
- نهر ميرسينج (60 كم)

### كلنتن
- نهر جولوك (110 كم)
- نهر كلنتن (248 كم)
- نهر ننجيري (52 كم)
- نهر جالاس (87 كم)
- نهر ليبير (87 كم)
- نهر كيماسين
- نهر سيمراك
- نهر رجا جالي
- نهر بينجكالان داتو
- نهر ماك نيرالانج
- نهر باتشوك
- نهر بينجكالان تشيبا (10 كم)
- نهر ملاوي
- نهر سونغاي دوا
- نهر تابانغ

### فهغ
- نهر جيرانتوت (13 كم)
- نهر جرانسانغ (17 كم)
- نهر بيليتيل (18 كم)
- نهر بيسول (10 كم)
- نهر بيتونج (20 كم)
- نهر بوراو (12 كم)
- نهر سيرتينج (40 كم)
- نهر بيرا (60 كم)
- نهر سيراتينغ (52 كم)
- نهر أناك إندو (110 كم)
- نهر إندو (280 كم)
- نهر كوانتان (86 كم)
- نهر فهغ (459 كم)
  - نهر جيلاي (97 كم)
  - نهر تيمبلنغ (110 كم)
  - نهر ليبيس (32 كم)
  - نهر كيتشا (63 كم)
  - نهر تانوم (12.5 كم)
  - نهر تيلانج (33 كم)
  - نهر طحان (135 كم)
- نهر بونتيان (27 كم)
- نهر رومبين (83 كم)
- نهر كيراتونغ (22 كم)

### صباح
- نهر أباس
- نهر باندو
- نهر بيتوتان
- نهر بنسولوك
- نهر بونجوان (32 كم)
- نهر بونجايا
- نهر بونغون
- نهر برانتيان
- نهر بوكاو
- نهر بورونج
- نهر جم جم بيسار
- نهر إنانام
- نهر جراجان بستاري
- نهر كيندانغان
- نهر كرامواك
- نهر كانيبونجان
- نهر كيجوران
- نهر كيمانيس (31 كم)
- نهر كلاغان
- نهر كلياس
- نهر كولابيس
- نهر كريتام بيسار
- نهر لاكوتان
- نهر لانغكون
- نهر لينيوكان
- نهر ماماهات
- نهر مانالونان
- نهر مارواب
- نهر ميمباكوت
- نهر مينغالونج
- نهر مينجكابونج
- نهر ميروتاي
- نهر ميلاو
- نهر ميليان
- نهر مويوج
- نهر موميانغ
- نهر باداس (120 كم)
- نهر بابار (80 كم)
- نهر بيغاغو
- نهر بيمبين
- نهر سبحان
- نهر الصحابة
- نهر سماوانج
- نهر ساباغيا
- نهر سيغالود
- نهر سيكونغ بيسار
- نهر سينجارونج
- نهر سيباجايا
- نهر سيبونجا بيسار
- نهر سيمندالان
- نهر سينسيلوج
- نهر سوانلامبا بيسار
- نهر سليمان
- نهر تانديك
- نهر تانجونج لابيان
- نهر تاتوليت
- نهر تيجوبي
- نهر تيلاغا
- نهر تيمباسوك (21.5 كم)
- نهر كيداميان (52 كم)
- نهر وارلو (33 كم)
- نهر كاوانج كاوانج (21 كم)
- نهر تيرام
- نهر طواران (80 كم)
- نهر أولو تونغكو
- نهر أوماس أوماس

### سراوق
- نهر بالينجيان
- نهر برعام
- نهر بيان
- نهر بيدنغان
- نهر كيان
- نهر كيمينا
- نهر كيريان
- نهر لاواس
- نهر ليكاو
- ليمبانغ  [لغات أخرى]‏
- نهر لوبار
- نهر مالودام
- نهر ماتو
- موكه  [لغات أخرى]‏* نهر نياه
- نهر نيالاو
- نهر أويا
- نهر بانداروان
- نهر راجانغ
  - نهر بلح
  - نهر بالوي
  - نهر بانغكيت
  - نهر بينتانجور
  - نهر إيغان
  - نهر كاتيباس
- نهر رامبونجان
- نهر سادونغ
- نهر سالاك
- نهر سامراهان
- نهر سموسم
- نهر سانتوبونغ
- نهر ساراواك
  - نهر ماونغ
  - نهر بادونغان
- نهر ساريباس
- نهر ساروباي سادوباي
- نهر سيبوياو
- نهر سيماتان
- نهر سيمباكونج
- نهر سيانغ سيانغ
- نهر سيبو لاوت
- نهر سيبوتي
- نهر سيميلاجو
- نهر سباران
- نهر سواي
- نهر تاتو
- نهر تيلونج
- نهر تيروسان

### ترغكانو
- نهر بيسوت (69 كم)
- نهر كيناك (13 كم)
- نهر بلاجات (28 كم)
- نهر جينجاي (63 كم)
- نهر دونجون
- نهر إيباي (18 كم)
- نهر نيروس (8 كم)
- نهر كيلوانج بيسار (19 كم)
- نهر كيممان (167 كم)
- نهر كرتيه (12 كم)
- نهر كوكاي (24 كم)
- نهر تيباك (29 كم)
- نهر إيبوك (28 كم)
- نهر جابور (24 كم)
- نهر شيرول (37 كم)
- نهر مارانج (34 كم)
- نهر ميركانج (29 كم)
- نهر باكا (15 كم)
- نهر سيتو
- نهر ترغكانو (20 كم)

## الأنهار التي تصب فيمضيق ملقا

### إقليم كوالالمبور الفيدرالي
- نهر بولوه (11.6 كم)
- نهر كيرايونج (20 كم)
- نهر ميداه (4 كم)
- نهر كلانج (120 كم:40 كم WPKL)
  - نهر جومباك (30 كم)
- نهر لانغات (78 كم)

### جوهر
- نهر جوهر (122.7 كم)
- نهر باتو باهات (12 كم)
- نهر بينوت (30 كم)
- نهر كيسانغ (37 كم)
- نهر موار (250 كم)
- نهر سيجامات (23 كم)
- نهر إيماس (85 كم)
- نهر بونتيان كيسيل (25 كم)
- نهر بونتيان بيسار (16.5 كم)
- نهر سانغلانغ (22.5 كم)
- نهر سارانغ بوايا (8 كم)
- نهر سيديلي بيسار (57 كم)

### قدح
- نهر كيريان (90 كم)
- نهر ميربوك (45 كم)
- نهر مودا (203 كم)
- نهر بيدو (31 كم)
- نهر تاجار (8.5 كم)
- نهر بيندانغ (55 كم)
- نهر كليم (19.2 كم)
- نهر تيكاي (31 كم)
- نهر بادانغ تيراب (50 كم)
- نهر عنك بوكيت (15 كم)
- نهر بادانغ كيرباو (29 كم)
- نهر دينجين (8 كم)
- نهر سيدم (68 كم)
- نهر بالينغ (10 كم)
- نهر كيتيل (103.6 كم)
- نهر بالينغ (10.7 كم)
- نهر شبير (27 كم)
- نهر يان كيشيل (12 كم)

### ملقا
- نهر أودانغ (7 كم)
- نهر دويونغ (15 كم)
- نهر كيسانغ (37 كم)
- نهر لينجي (84 كم)
- نهر ملقا (40 كم)
- نهر موار (250 كم)

### نكري سمبيلن
- نهر كيسانغ (37 كم)
- نهر لانغات (78 كم)
- نهر لينجي (84 كم)
- نهر لوكوت بيسار (22 كم)
- نهر ملقا (40 كم)
- نهر موار (250 كم)
- نهر تامبين (11 كم)
- نهر باتانج ملقا (28.5 كم)
- نهر جيمينتشيه (55.5 كم)
- نهر جيماس (33 كم)
- نهر سيبانج (30 كم)

### بينانق
- نهر جورو (19 كم)
- نهر بيري (73 كم)
- نهر جاوي (15 كم)
- نهر كيريان (90 كم)
- نهر ريلاو (3.2 كم)
- نهر تيلوك باهانج (2 كم)
- نهر بوتيه (11.8 كم)
- نهر بينانج (3.1 كم)
- نهر إيتام (3.8 كم)
- نهر دوندانغ (6.4 كم)

### فيرق
- نهر برنام (200 كم)
- نهر بيرواس (37.3 كم)
- نهر جاروم ماس (4 كم)
- نهر كيريان (90 كم)
- نهر كورو (92 كم)
- نهر لاروت (25 كم)
- نهر مانجونج (18 كم)
- نهر فيرق (427 كم)
  - نهر كينتا (100 كم)
- نهر سانغا بيسار (نهر سيبيتانغ) (33 كم)
- نهر تيميرلوه (14 كم)
  - نهر الدندنج (15 كم)
- نهر تيرام (3.6 كم)
- نهر بيدور (17.9 كم)

### برليس
- نهر بيسار، برليس (6.5 كم)
- نهر برليس (11.8 كم)
- نهر كوروك (17 كم)
- نهر ماتي (13.3 كم)
- نهر أبي (13.9 كم)
- نهر أراو (21.5 كم)
- نهر طاسو (9.6 كم)
- نهر سانتان (10 كم)
- نهر بانجاس (7 كم)
- نهر جرنيه (8 كم)
- نهر بيلاريك (8.5 كم)
- نهر باتو باهات (6 كم)
- نهر جيال (7.8 كم)
- نهر كيشور (7 كم)
- نهر جاروم (10.3 كم)
- نهر تمنغكونغ (6.75 كم)
- نهر كيانغ (6.4 كم)
- نهر سيران (7.5 كم)
- نهر تشوبينج (5.5 كم)
- نهر كورونج باتانج (4.7 كم)
- لينكونغ أوتارا (5.5 كم)
- نهر جالان بيرليس (5.3 كم)
- نهر منتالون (5.5 كم)
- نهر تشوتشوه (4.8 كم)
- نهر ريبوه (4.5 كم)
- نهر كورونج تنجار (4 كم)
- نهر بادانج (4.2 كم)
- نهر نغولانج (3.2 كم)
- نهر توك بولاو (3.7 كم)
- نهر الججاوي (3.4 كم)
- نهر بونجور كودونج (2.9 كم)
- نهر سرياب (6.5 كم)
- نهر بنات (4.4 كم)

### سيلاغور
- نهر برنم (200 كم)
- نهر بولوه (11.6 كم)
- نهر كلاغ (120 كم)
  - نهر أمفغ (18.3 كم)
  - نهر دامانسارا (21 كم)
  - نهر كيمينسا (2.7 كم)
  - نهر كويوه (10 كم)
  - نهر بنشالا (14 كم)
- نهر لانغات (200 كم)
  - نهر لابو (18 كم)
  - نهر سيمنية (37 كم)
- نهر سلاغور (110 كم)
- نهر سيبانج (30 كم)
- نهر باتو (25.3 كم)
- نهر تنجي (43 كم)

## الأنهارالتي تصب فيبحر سولو

### صباح
- نهر أبال
- نهر بود بيسار
- نهر كيناباتانجان (560 كم)
- نهر لبوك (260 كم)
  - نهر ليواغو (215 كم)
- نهر بايتان
- نهر سيجاما (350 كم)
- نهر سيبوكو
- نهر سوغوت (178 كم)

## الأنهار التي تصب فيمضيق جوهر

### جوهر
- نهر جوهر (122.7 كم)
  - نهر سيجيت (4 كم)
- نهر بولاي (38 كم)
- نهر سكوداي (46 كم)
- نهر تيبراو (33 كم)
  - نهر بيلينتونغ (9 كم)